# Chilibre
Chilibre è un comune (corregimiento) della Repubblica di Panama situato nel distretto di Panama, provincia di Panama. Si estende su una superficie di 924 km² e conta una popolazione di 53.955 abitanti (censimento 2010).